# Roccasecca
Roccasecca település Olaszországban, Lazio régióban, Frosinone megyében. Lakosainak száma 6866 fő (2023. január 1.). Roccasecca Colfelice, Colle San Magno, Pontecorvo, San Giovanni Incarico, Santopadre, Castrocielo és Rocca d’Arce községekkel határos.

## Népesség
A település lakossága az elmúlt években az alábbi módon változott:
| Lakosok száma | 7409 | 7481 | 6866 |
|               | 2017 | 2018 | 2023 |